# 북아프리카

북아프리카의 범위

북아프리카(北 - , 영어: North Africa, Northern Africa)는 아프리카 대륙의 북쪽을 구성하고 있는 지역이다. 북아프리카라고 하는 지역에 대한 합의된 범위는 없으며, 때때로는 서쪽으로는 모리타니의 대서양 해안에서부터 동쪽으로는 이집트의 수에즈 운하까지 뻗어 있는 지역으로 정의된다.

## 북아프리카에 속하는 나라
| 국명                    | 공용어                                 | 수도                                     | 면적Km²                                 |
| ----------------------- | -------------------------------------- | ---------------------------------------- | --------------------------------------- |
| 모로코                  | 베르베르어・아랍어・프랑스어・스페인어 | 라바트                                   | 446,550(서사하라 제외), 710,850(사실상) |
| 리비아                  | 아랍어                                 | 트리폴리                                 | 1,759,540                               |
| 수단                    | 아랍어・영어                           | 하르툼                                   | 1,886,068                               |
| 알제리                  | 아랍어・베르베르어 ・프랑스어          | 알제                                     | 2,381,741                               |
| 이집트                  | 아랍어                                 | 카이로                                   | 1,002,450                               |
| 튀니지                  | 아랍어                                 | 튀니스                                   | 163,610                                 |
| 사하라 아랍 민주 공화국 | 아랍어・스페인어                       | 엘아이운(법상), 사하라 난민 캠프(사실상) | 264,350(법상), 82,500(사실상)           |

## 지역 특징

### 종교 및 인종
이 지역은 이슬람교를 믿는 아랍인 및 베르베르인의 세계이다. 이들 이름에는 Al- (알)이 들어가는 경우가 많다. 흑인·아랍인·베르베르인 등 여러 인종이 거주하며, 흑인이 주류인 사하라 이남 아프리카와는 달리 북아프리카인은 대부분이 코카소이드(백인)이다.

### 기후 및 지리
사막 지대가 많고 건조지역이라서 살기에 부적합한 곳이 많지만, 오아시스들을 중심으로 도심을 형성하고 있다.
고대에는 나일강을 중심으로 한 북아프리카 문명이 있었으며, 튀니지 등을 중심으로 한 페니키아 문명이 로마의 발흥 이전 시기까지 지중해 무역을 독점하였다.
현재, 이집트 등은 관광 수입을 주요 수입원으로 삼고 있다. 그러나 지중해 연안은 지중해성 기후로 남유럽과 같은 기후이다.

## 같이 보기
- 중동
- 남유럽
- 서남아시아
- 동아프리카
- 중앙아프리카
- 서아프리카
- 서북아프리카
- 남아프리카